# Manuel Contreras
Pour les articles homonymes, voir Contreras.
Juan Manuel Guillermo Contreras Sepúlveda, né le 4 mai 1929 à Santiago et mort le 7 août 2015  dans la même ville, est le directeur de la DINA de 1973 à 1978, le service de renseignement chilien sous la dictature militaire dirigée par le général Augusto Pinochet. Il fut contraint de démissionner de la DINA, rebaptisée CNI, en avril 1978 après l'affaire Orlando Letelier, du nom du ministre démocrate-chrétien assassiné en 1976 aux États-Unis. Il resta toutefois général. Il fut également un agent informateur de la CIA de 1974 à 1977.

## Transition démocratique
Après la transition démocratique entamée en 1988, Manuel Contreras a été condamné au Chili en 1993 pour l'assassinat, en 1976 à Washington, d'Orlando Letelier, ancien ministre de Salvador Allende, et de son assistante américaine Ronni Moffitt. Il fut aussi condamné par la justice chilienne en 2002 pour la disparition de Victor Olea Alegria, ancien dirigeant du Parti socialiste du Chili. Il a de nouveau été condamné en 2005 pour la disparition de Miguel Ángel Sandoval, un membre du Mouvement de la gauche révolutionnaire (Chili), et en avril 2010 à 5 ans de prison pour celle d'Héctor Vergara Doxrud, un militant du MAPU (Movimiento de Acción Popular Unitaria).
La justice argentine l'a aussi condamné pour l'assassinat du général Carlos Prats (chef des armées sous Salvador Allende) et de sa femme, à Buenos Aires en 1974.
Le général Contreras a été amnistié par la justice chilienne en 2005 dans le cadre du dossier sur l'opération Colombo, tandis que l'État chilien a rejeté la requête d'extradition vers l'Argentine.
Manuel Contreras est toujours sous le coup d'enquêtes au sujet de plusieurs violations des droits de l'homme commises par la DINA et a été de nouveau condamné à 10 ans de prison en décembre 2007, puis de nouveau à 3 ans de prison en mars 2010 pour la séquestration de Lourdes Pérez Vargas . Il échappa néanmoins à d'autres inculpations, par exemple, en 2007, concernant l'opération Calle Conferencia (décapitation en 1976 de la direction du Parti communiste), en vertu du motif de la « chose jugée ».
Il accumule ainsi une quinzaine d'accusations contre lui pour un total de 200 ans de prison, dont la moitié doit encore être jugée par la Cour suprême.

## Opération Condor
Manuel Contreras est diplômé du cours de « guerre contre-insurrectionnelle » de l'école du Fort Benning (qui abrite l'ex-School of Americas, aujourd'hui WHISC) situé en Virginie aux États-Unis.
De 1973 à 1977, il commanda les opérations de la DINA, dans le cadre de l'opération Condor, qui visait à pister et à assassiner les opposants politiques du régime militaire chilien, en particulier les membres des partis socialistes, communistes et du MIR. Interviewé par la journaliste Marie-Monique Robin, Contreras a déclaré avoir envoyé « tous les deux mois (...) des contingents de la DINA », au Centre d'instruction de la guerre dans la jungle de Manaus (Brésil), pour que le général Paul Aussaresses « les entraîne ».
Selon le rapport américain sur les "Activités de la CIA au Chili" (CIA activities in Chile), rendu public le 19 septembre 2000, le gouvernement des États-Unis aurait approuvé les contacts de la CIA avec Contreras de 1974 à 1977 afin d'accomplir les projets de l'agence de Langley au Chili.
Dès 1975, l'agence de renseignement américaine avait conclu que Contreras était l'un des principaux obstacles à une politique raisonnable concernant les droits de l'homme au sein du gouvernement d'Augusto Pinochet, mais la CIA a maintenu malgré tout ses liens avec le chef de la DINA, "des éléments de la CIA recommandant d'établir une relation rémunérée avec Contreras" — le rapport de 2000 n'admet néanmoins l'existence que d'un seul paiement, effectué en 1975,.
Selon ces documents, Manuel Contreras a été invité trois fois à Washington (district de Columbia) (janvier et juillet 1975 et juillet 1976), et rencontra notamment le général Vernon Walters, 15 jours avant le lancement officiel de l'Opération Condor. En août 1975, il aurait aussi rencontré, à la demande de l'ambassadeur américain à Santiago du Chili, le sous-directeur de la CIA à Washington.
Le rapport publié en 2000 précise aussi que la CIA a utilisé ses liens avec le chef de la DINA pour obtenir des informations au sujet du plan Condor. Il ne confirme pas cependant que la CIA ait utilisé ces informations pour empêcher les assassinats projetés par les services de renseignements latino-américains. En octobre 1976, Contreras confirme à la CIA l'existence de l'opération Condor.
Or, c'est en avril 1974, selon les dépositions du terroriste italien Vincenzo Vinciguerra et de Michael Townley, ex-agent de la CIA travaillant pour la DINA, qu'il rencontre le néofasciste italien Stefano Delle Chiaie, à Santiago, aux côtés de Junio Valerio Borghese, l'ex-homme de main de Mussolini, pour organiser l'assassinat du démocrate-chrétien chilien Bernardo Leighton. Ce dernier, et sa femme, seront victimes d'une tentative d'assassinat le 6 octobre 1975 à Rome.
Contreras rencontre à nouveau Stefano Delle Chiaie, en compagnie d'Augusto Pinochet, lors des funérailles de Franco à Madrid en 1975. Il prépare alors un attentat contre Carlos Altamirano, le chef du Parti socialiste chilien.

## L'assassinat d'Orlando Letelier et la dissolution de la DINA
À la suite de l'assassinat de l'ex-ministre de Salvador Allende, Orlando Letelier, et de son assistante américaine Ronni Moffitt, en plein Washington, le 21 septembre 1976, la CIA se mit à rassembler des rapports détaillés concernant la responsabilité du général Contreras en tant que commanditaire de cet assassinat, organisé notamment par Michael Townley, ancien agent de la CIA qui travaillait pour la DINA. Une partie de ces informations demeurent classifiées, et une autre partie n'a pas été rendue publique dans le rapport de 2000, à la demande du département de la Justice des États-Unis. Malgré cet assassinat, les contacts de la CIA avec Manuel Contreras ont continué jusqu'en 1977. L'agence de renseignement américaine rencontra Contreras au moins une demi-douzaine de fois en 1977.
En 1977, le général Pinochet dissout la DINA, probablement à la suite des pressions des États-Unis (conséquence de l'assassinat de Letelier), et la remplace par le CNI (Centre national d'intelligence). Manuel Contreras est nommé général dans l'armée chilienne, dans laquelle il reste pendant deux ans. Les États-Unis lancent une requête d'extradition contre Contreras, accusé de l'assassinat de Letelier, en 1978, qu'ils annulent peu avant le début de son procès au Chili.

## Procès et enquêtes

### L'affaire de la tentative d'assassinat de Bernardo Leighton
Le juge italien Giovanni Salvi condamna, en juillet 1996, par contumace, Manuel Contreras à 20 ans de prison pour la tentative d'assassinat contre le sénateur démocrate-chrétien Bernardo Leighton, effectuée à Rome par le néofasciste italien Stefano Delle Chiaie dans le cadre du plan Condor.
En 1999, le Parti démocrate-chrétien du Chili, représenté par son président, Gutenberg Martinez, et son secrétaire général, Eduardo Saffirio, a demandé à être partie au procès. La même année, la justice italienne déposait une requête d'extradition qui ne pouvait aboutir du fait que non seulement aucun accord bilatéral d'extradition n'existait entre l'Italie et le Chili mais également du fait que selon le droit chilien, toute extradition ne pouvait avoir lieu qu'une fois que le condamné ait purgé toutes ses peines au Chili.
Le juge italien Giovanni Salvi transmit alors à la justice chilienne les documents acquis en visitant la SIDE (papiers d'Arancibia Clavel, condamné en 2001 à la prison à vie pour le meurtre de Carlos Prats) et en recevant les témoignages de Michael Townley, afin de permettre à la justice chilienne de se prononcer dans l'affaire de l'assassinat d'Orlando Letelier.

### L'affaire de l'assassinat d'Orlando Letelier
En 1995, un tribunal chilien prononça la condamnation à sept ans de prison de Manuel Contreras et de son assistant Pedro Espinoza (également condamné pour avoir participé à la Caravane de la mort) pour l'assassinat d'Orlando Letelier. L'ex-chef de la DINA s'est alors rebellé contre la justice chilienne, en fuyant dans le sud du pays, avant de se réfugier dans une caserne puis dans un hôpital militaire. 
Après une cavale de deux mois, il est finalement arrêté puis détenu dans une prison militaire à Punta Peuco, où il demeura jusqu'à sa libération en janvier 2001. Il a ensuite été placé sous assignation à résidence durant trois ans alors que plus d'une quinzaine de plaintes sont encore en cours contre lui. Il est libéré sous caution en mars 2004.

### Procès en France
À la suite de l'arrestation d'Augusto Pinochet à Londres en octobre 1998, les familles de victimes franco-chiliennes disparues à la suite du coup d'État, défendues par Me William Bourdon, portent plainte au TGI de Paris.
Parmi les victimes dont les familles ont porté plainte :
- Jean-Yves Claudet Fernandez (chargé des relations internationales du MIR, participe aux efforts de la Junte de coordination révolutionnaire, il est arrêté en Argentine par le Bataillon d'intelligence 601 et transféré à la DINA) ;
- Alfonso René Chanfreau Oyarce (étudiant en philosophie, militant du MIR, âgé de 22 ans lors de sa séquestration le 30 juillet 1974) ;
- Etienne Pesle (conseiller agricole, militant du Parti socialiste et membre du Mouvement des chrétiens pour le socialisme) ;
- Georges Klein (pédiatre, conseiller social d'Allende) ;
- ainsi qu'Enrique Ropert, fils d'un Français et de la secrétaire d'Allende, Miria Contreras, retrouvé mort à la morgue de Santiago le 20 octobre 1973. Contrairement aux plaintes visant les quatre autres victimes, celle-ci ne sera pas jugée recevable, la découverte de son corps conduisant la justice à déclarer l'affaire prescrite, alors que les autres courent encore, le crime de disparition forcée, en l'absence de corps, n'étant pas prescrit[23] (la justice française désigne le crime de disparition forcée sous le terme d'arrestation et de séquestration, aggravée de torture et d'actes de barbarie[23]). Le cas de Ropert était répertorié par le rapport Rettig[24].

L'instruction est ouverte le 30 octobre 1998 par le juge Roger Le Loire et clôturée par la juge Sophie Clément en 2007, mais le procès, prévu pour mai 2008, sera retardé jusqu'à décembre 2010. Le procès n'a pas lieu sur la base du principe de compétence universelle, mais sur celui de la « compétence personnelle passive », à savoir la nationalité française des victimes, à l'instar du procès concernant l'Argentin Alfredo Astiz, condamné en France en 1990 à perpétuité par contumace. Au Chili, aucune procédure à ce jour n'a été ouverte concernant ces quatre détenus-disparus.
En octobre 2001, le juge Roger Le Loire dépose un mandat d'arrêt international via Interpol contre Contreras et Paul Schäfer, ancien nazi et dirigeant de la Colonie Dignidad, pour le kidnapping et la torture de Claudet Fernandez,. Manuel Contreras visitait régulièrement la Colonia Dignidad. En tout, 19 personnes font l'objet de mandats d'arrêts internationaux.
Après neuf ans d'instruction judiciaire et douze ans après le dépôt de la plainte en France, Contreras est jugé fin décembre 2010 devant la cour d'assises de Paris, selon la procédure de « défaut criminel » (contumace), pour la disparition de Jean-Yves Claudet Fernandez et d'un autre militant du MIR, Alphonse Chanfreau.
Plusieurs autres agents chiliens (ainsi qu'un Argentin) sont accusés dans ce procès concernant les victimes franco-chiliennes,, dont :
- l'agent de la DINA Enrique Arancibia Clavel, au centre de l'opération Condor (il opérait la liaison avec la SIDE argentine à Buenos Aires), emprisonné pour l'assassinat du général Carlos Prats) ;
- le général Raúl Iturriaga, responsable des assassinats de Condor (il est aussi emprisonné) ;
- Hermán Julio Brady Roche, ancien Commandant en Chef de la garnison de Santiago, ex-ministre de la Défense, il a fait l'objet d'une plainte en Espagne pour l'assassinat du diplomate Carmelo Soria) et de membres du groupe Izquierda Unida, l'accusant de génocide et de terrorisme[29] ;
- le major José Zara de la DINA ;
- le colonel argentin Osvaldo Ribeiro, ancien Lieutenant-Colonel de l’Armée de Terre, en contact avec Arancibia Clavel ;
- Pedro Espinoza, ancien Colonel de l’Armée de Terre, Directeur des opérations et Chef de la Brigade d’Intervention Métropolitaine (BIM) de la DINA ;
- Marcelo Luís Moren Brito, ancien Commandant de l’Armée de Terre affecté à la DINA ;
- Rafael Francisco Ahumada Valderrama, ancien Officier au Régiment de TACNA ;
- Gerardo Ernesto Godoy Garcia, ancien Sous-Lieutenant de l’Armée de Terre, affecté à la DINA, responsable du « groupe Toucan » ;
- Basclay Humberto Zapata Reyes, ancien Sous-Officier de l’Armée de Terre affecté à la DINA ;
- Miguel Krasnoff Martchenko, ancien Capitaine de l’Armée de Terre affecté à la DINA ;
- Luís Joachim Ramirez Pineda, ancien Commandant du camp de Tacna ;
- José Octavio Zara Holger, ancien Officier de l’Armée de Terre en poste à la DINA ;
- Emilio Sandoval Poo, ancien militaire de réserve de la Force aérienne, actuellement chef d’entreprise à Temuco.

Plusieurs accusés sont décédés avant l'ouverture du procès, dont : 
- Pinochet ;
- le général Javier Palacios Ruhman, qui mena l'assaut sur le Palais de la Moneda ;
- l'ex-nazi Paul Schäfer ;
- le major Andrés Pacheco Cardenas, commandant de la base Maquehua de Temuco ;
- le civil Osvaldo Romo, agent de la DINA.

### Condamnation pour la disparition de Victor Olea Alegria
En mai 2002, Manuel Contreras est de nouveau condamné, cette fois-ci en tant que commanditaire de la séquestration et de la disparition en 1974 de Victor Olea Alegria, le dirigeant du Parti socialiste. Il est aussi mis en cause la même année par le juge Juan Guzman Tapia (chargé du procès contre le général Pinochet au Chili) pour la disparition de 23 Chiliens, séquestrés au centre de torture Villa Grimaldi.

### Condamnation en Argentine pour l'assassinat deCarlos Prats
En Argentine, un tribunal le condamne aussi pour l'assassinat de Carlos Prats, le prédécesseur du général Pinochet à la tête de l'armée chilienne, et de sa femme, tués dans le cadre de l'opération Condor à Buenos Aires en 1974. À la suite d'une requête d'extradition, la justice chilienne décida en décembre 2002 de rejeter celle-ci tout en ordonnant l'ouverture d'une enquête au Chili concernant ce dossier.
La journaliste française Marie-Monique Robin diffuse alors dans le documentaire Escadrons de la mort, l'école française (2004) un entretien avec Manuel Contreras dans lequel celui-ci accusait la Direction de la surveillance du territoire française d'avoir collaboré avec la DINA: « La DST nous informait à chaque fois qu’un Chilien montait dans l’avion ». La DST aurait néanmoins informé Carlos Altamirano des menaces pesant sur lui et sur le général Carlos Prats.

### Condamnation pour la disparition d'un membre du MIR
Manuel Contreras est condamné à 12 ans de prison le 28 janvier 2005, pour la « disparition perpétuelle » de Miguel Ángel Sandoval, un membre du MIR, en 1975.
La justice chilienne avait établi dès 2003, date de la première condamnation dans cette affaire, une jurisprudence, contournant la loi d'amnistie de 1978 couvrant les crimes commis sous la dictature et toujours en place aujourd'hui. Elle établissait notamment le caractère imprescriptible des « disparitions » dans la mesure où les corps n'avaient toujours pas été retrouvées, la séquestration devant donc être considérée comme se maintenant jusqu'à aujourd'hui.
Le 13 mai 2005, alors que le général Pinochet fait l'objet lui aussi de plusieurs instructions judiciaires par la justice chilienne, Manuel Contreras transmet à la Cour suprême du Chili un rapport de 12 pages qui prétendait donner la liste des lieux où se trouvaient environ 580 disparus (desaparecidos) nommés dans le rapport Rettig,. Les organisations non gouvernementales de défense des droits de l'homme ont néanmoins immédiatement mis en doute ces informations, en soulignant les mensonges persistants de Manuel Contreras et son refus réitéré d'assumer ses responsabilités pour les crimes commis sous le gouvernement de la junte chilienne. Beaucoup des informations données dans son rapport étaient en fait déjà connues, tandis que d'autres contredisaient les résultats de commissions ayant enquêté sur les disparitions. Dans ce document, Manuel Contreras accusait néanmoins le général Pinochet d'avoir personnellement ordonné ces mesures répressives alors que ce dernier se défendait lors de l'instruction de son dossier en déclarant qu'il n'était pas le dirigeant de la DINA et que Manuel Contreras avait agi de sa propre initiative.
Lors de cette même audition de mai 2005 devant la Cour suprême, Manuel Contreras implique directement la CIA et l'activiste anti-castriste Luis Posada Carriles dans l'assassinat d'Orlando Letelier. L'ex-chef de la DINA affirme aussi dans un entretien à la presse que la CIA était derrière l'assassinat de Letelier, du général Carlos Prats et de la tentative d'assassinat, à Rome, contre le sénateur démocrate-chrétien Bernardo Leighton. Il déclare notamment que : « L'Institut d'études politiques de Letelier était considéré comme un institut marxiste que le FBI avait infiltré. Mais la CIA ne pouvait pas agir de l'intérieur des États-Unis ; elle ne pouvait agir que par le biais d'étrangers. Alors elle l'a tué et a rejeté la responsabilité sur nous ».

### Accusations de Manuel Contreras contre le général Pinochet
Lors des procédures judiciaires intentées contre lui, Manuel Contreras a également accusé le général Pinochet d'avoir ordonné le meurtre d'Orlando Letelier et du général Carlos Prats. En outre, il déclara à la justice chilienne que le CNI, successeur de la DINA, avait effectué des versements mensuels de 1978 à 1990 en faveur des personnes ayant travaillé avec l'agent de la DINA Michael Townley, tous membres du groupe d'extrême-droite Patria y Libertad, qui avaient aussi été impliqués dans le Tanquetazo, un coup d'État avorté sous Salvador Allende ayant précédé le 11 septembre 1973 (Mariana Callejas, la femme de Townley, Francisco Oyarzún, Gustavo Etchepare et Eugenio Berríos, chimiste de la DINA). Le chimiste Eugénio Berríos, qui travaillait pour la DINA dans la Colonie Dignidad, et qui a été assassiné en 1995 alors qu'il devait témoigner dans le cas d'Orlando Letelier, travaillait aussi avec des trafiquants de drogue et la DEA.
Dans le cadre de l'enquête sur l'assassinat du colonel Gerardo Huber, la famille du général Pinochet porta plainte en 2006 contre Manuel Contreras pour dénonciation calomnieuse, après que celui-ci accusa Augusto Pinochet et son fils, Marco Pinochet, d'avoir mis en place un réseau de fabrication de cocaïne noire (impossible à détecter à l'odeur), envoyée aux États-Unis et en Europe où le trafiquant international d’armes Monser Al Kassar (d'origine syrienne) se chargeait de la vendre, les profits étant déposés sur plusieurs comptes bancaires du général Pinochet à l'étranger,. Eugenio Berríos était notamment impliqué dans la production de ces stupéfiants.
En 1988, Manuel Contreras avait déjà essayé de négocier avec l'ambassade américaine — les États-Unis ayant requis son extradition dans le cadre de l'affaire Letelier —, proposant la régularisation de ses états judiciaires en échange d'information au sujet de trafic de stupéfiants organisés par l'un des fils d'Augusto Pinochet.
Les accusations de trafic de drogue contre Augusto Pinochet s'appuient principalement sur des déclarations faites en juillet 2006 par Contreras, en tant qu'ancien associé de la police secrète DINA,,.

### Faits amnistiés
Après avoir été condamné pour sa responsabilité dans la mise en œuvre de l'opération Colombo (assassinat de 119 opposants politiques en Argentine, déguisée en règlements de compte internes), le juge Víctor Montiglio, qui avait succédé à Juan Guzmán Tapia, le fait bénéficier en 2005 de la loi d'amnistie de 1978.

### Condamnations en 2007
Manuel Contreras est toujours sous le coup d'enquêtes concernant d'autres affaires, et est finalement condamné à 10 ans de prison en décembre 2007.
La Cour d'appel de Santiago confirma cette sentence sanctionnant la « disparition » de trois militants communistes en 1976, qualifiés par la Cour de crimes contre l'humanité et par conséquent imprescriptibles et non amnistiables. Manuel Contreras était coïnculpé avec le colonel Carlos López Tapia (cousin du juge Juan Guzmán Tapia), condamné à 5 ans de prison,.

## Publications
- (es) La verdad histórica : el ejército guerrillero : primer período de la guerra subversiva, abril de 1967 al 10 de septiembre de 1973, Ediciones Encina, 2000, 597 p. (sa version des faits)